# Китайские военные трактаты
Китайские военные трактаты создавались и использовались в Китае на протяжении многих веков. Сохраняя богатый опыт, они оказали существенное влияние на развитие военной мысли не только в самом Китае, но и за его пределами.

## Семь классических трактатов
Наиболее известны семь трактатов — У цзин ци шу (кит. трад. 武經七書, упр. 武经七书, пиньинь Wǔjīngqīshū) — написанных представителями древнекитайской школы военных философов. Они были признаны классическими в XI веке и, начиная с империи Сун, включались в большинство военных энциклопедий. В определённые периоды эти труды были обязательным чтением для командиров китайской армии. Они изучались китайскими коммунистами во время Гражданской войны. Сборники с китайскими военными трудами неоднократно были переведены и опубликованы на Западе.
| Название | Авторы                       | Содержание | Династия                  | Время                  | Происхождение | Иллюстрация | Описание                                                      |
| --- | ---------------------------- | --- | ------------------------- | ---------------------- | ------------- | ----------- | ------------------------------------------------------------- |
| Искусство войны (кит. трад. 孫子兵法, упр. 孙子兵法, пиньинь Sūn Zǐ bīng fǎ, палл. Сунь-цзы бинфа)                                                                                            | Сунь Цзы                     | Состоит из 13 глав, каждая из которых посвящена одному из аспектов войны. В ней уделяется внимание важности позиционирования.              | Период Вёсен и Осеней     | около VI века до н. э. | царство У     |             | Бамбуковая книга «Искусство войны» периода правления Цяньлуна |
| У-цзы бин фа (кит. трад. 吳子, упр. 吴子, пиньинь Wúzǐ) | У Ци                         | - | Период Сражающихся царств | IV век до н. э.        | -             | -           | -                                                             |
| Методы Сыма (кит. трад. 司馬法, упр. 司马法, пиньинь Sīmă Fă) | Сыма Жан-цзюй                | В работе обсуждаются законы, политика, военная организация, командование, дисциплина, стратегия.                                           | Период Сражающихся царств | IV век до н. э.        | царство Ци    | -           | -                                                             |
| Лю тао (кит. трад. 六韜, упр. 六韬, пиньинь Liùtāo) | Цзян Цзыя                    | Включает 6 глав, в каждой из которых описан способ участия в войне.                                                                        | Чжоу                      | XI век до н. э.        | Чжоу          |             | Цзян Цзыя — портрет из энциклопедии Саньцай Тухуэй (1607).    |
| Вэй Ляоцзы (кит. трад. 尉繚子, упр. 尉缭子, пиньинь Wèi Liáozi) | Вэй Ляо                      | Наряду с военными, рассматриваются гражданские методы. Согласно трактату, сельское хозяйство и население — важнейшие ресурсы государства.  | Период Сражающихся царств | IV—III в. до н. э.     | царство Ци    | -           | -                                                             |
| Хуан Шигун Сань Люэ (кит. трад. 黃石公三略, упр. 黄石公三略, пиньинь Huáng Shígōng Sān Lǜe)                                                                                                   | -                            | Состоит из трёх частей. В работе большое внимание уделяется административному контролю, кроме этого упоминаются некоторые аспекты тактики. | Период Сражающихся царств | -                      | -             | -           | -                                                             |
| Тан Тайцзун Ли Вэй гун вэнь дуй (кит. трад. 唐太宗李衛公問對, упр. 唐太宗李卫公问对, пиньинь Táng Tàizōng Lĭ wèigōng Wènduì, буквально: «Вопросы и ответы между Тан Тайцзуном и Ли Вэйгуном») | Император Тай-цзун и Ли Цзин | В виде диалога рассматриваются вопросы стратегии.                                                                                          | Тан                       | VII век                | Тан           |             | Портрет императора Тайцзуна.                                  |

## Другие трактаты
| Название                                                                                                  | Авторы                        | Содержание | Династия                  | Время           | Происхождение | Иллюстрация | Описание                                                        |
| --- | ----------------------------- | --- | ------------------------- | --------------- | ------------- | ----------- | --------------------------------------------------------------- |
| Сунь Бинь бинфа (кит. трад. 孫臏兵法, упр. 孙膑兵法, пиньинь Sūnbìn Bīngfă)                               | Сунь Бинь                     | Труд состоит из 89 глав и содержит иллюстрации.                                                                          | Период Сражающихся царств | IV век до н. э. | Царство Ци    | -           | -                                                               |
| Тридцать шесть стратагем (кит. трад. 三十六計, упр. 三十六计, пиньинь sān-shí-liù jì, палл. саньшилю цзи) | -                             | Рассматриваются разнообразные тактические задачи.                                                                        | -                         | -               | -             |             | Страница из книги, изданной при династии Мин.                   |
| Уцзин цзунъяо (кит. трад. 武經總要, упр. 武经总要, пиньинь Wǔjīng Zǒngyào)                                | Цзэн Гунлян, Дин Ду, Ян Вэйдэ | Труд охватывает много вопросов, в том числе военные корабли, метательные машины, и пороховое оружие.                     | Сун                       | XI век          | Северная Сун  |             | Иллюстрация из трактата.                                        |
| Книга сердца, или Искусство полководца (кит. трад. 將苑, упр. 将苑, пиньинь Jiàng Yuàn)                   | Чжугэ Лян                     | | Сун                       | XI—XII век      |               |             | Страница из тангутского перевода трактата.                      |
| Хо лун цзин (кит. трад. 火龍經, упр. 火龙经, пиньинь Huǒ Lóng Jīng)                                       | Цзяо Юй, Лю Цзи               | В трактате рассмотрены различные виды порохового оружия.                                                                 | Империя Мин               | XIV век         | Империя Мин   |             | Иллюстрация из трактата.                                        |
| Цзисяо синьшу (кит. 紀效新書, пиньинь jì xiào xīnshū)                                                     | Ци Цзигуан                    | Рассмотрены вопросы стратегии, разные способы ведения военных действий.                                                  | Империя Мин               | XVI век         | Империя Мин   | -           | -                                                               |
| Убэй чжи (кит. трад. 武備志, упр. 武备志, пиньинь Wǔbèi Zhì)                                              | Мао Юаньи                     | Содержит около 11 тысяч страниц, рассматривает широкий круг вопросов, включая вооружение. Содержит географические карты. | Империя Мин               | XVII век        | Империя Мин   |             | Фрагмент карты Мао Куня, показывающий бассейн Аравийского моря. |
| Военный канон в ста главах (кит. 兵经百篇)                                                                | Цзе Сюань                     | Энциклопедия военной мудрости, представляющая основные понятия и принципы китайского военного искусства.                 | Империя Мин               | XVII век        | -             | -           | -                                                               |